# Улица Тилто
У́лица Ти́лто (лит. Tilto gatvė) — улица в Старом городе Вильнюса. Идёт от Кафедральной площади, начинаясь у стыка улиц Швянтарагё и Т. Врублевскё, в северо-западном направлении до перекрёстка с улицей Вильняус. Длина улицы около 600 м. Проезжая часть заасфальтирована. Движение одностороннее, от улицы Вильняус в сторону Кафедральной площади.
В юго-западном направлении от улицы Тилто ответвляется сравнительно короткая улица Ж. Ляуксмино. С левой западной стороны на Тилто выходит улица К. Сирвидо, с правой юго-восточной — улица Радвилу. Нумерация домов начинается от перекрёстка с улицами Швянтарагё и Т. Врублевскё; по левой южной стороне чётные номера, по правой северной — нечётные.

## История
Улица, ведущая из прежнего исторического центра города к единственному в то время мосту на Вилии, существовала уже в XVI веке. Прилегающие территории принадлежали Радзивиллам

## Название
Носила название Кафедральной (Kafedralna ulica), поскольку вела к Кафедральному собору, и Мостовой (Mostowa ulica), поскольку вела в направлении Зелёного моста.

## Описание
Улица застроена зданиями разных веков и стилей — от одноэтажных домов эпохи барокко и классицизма до модернистских сооружений конца XX века. Перспективу улицы и отдельные её виды в нескольких рисунках, акварелях, картинах изображал художник Мстислав Добужинский. Одна из таких его работ стала элементом открытого 10 ноября 2011 года рядом с Кафедральной площадью, напротив улицы Тилто, памятника художнику (скульптор Кястутис Мустейкис, архитектор Альгимантас Умбрасас).
На улице располагается несколько небольших гостиниц — „Senatoriai“ (Тилто 2), гостиница и ресторан „Dvaras“ в старинном здании, признанном историко-архитектурным памятником (Тилто 3), открытй в 2008 году отель „Hotel Tilto“ (Тилто 8), а также, с 2005 года, кафе „Senatorių kolonos“ (Тилто 2а), открытый в 2009 году ресторан „Tres Mexicanos“ (Тилто 2) и тому подобные заведения.

### Дворянская усадьба

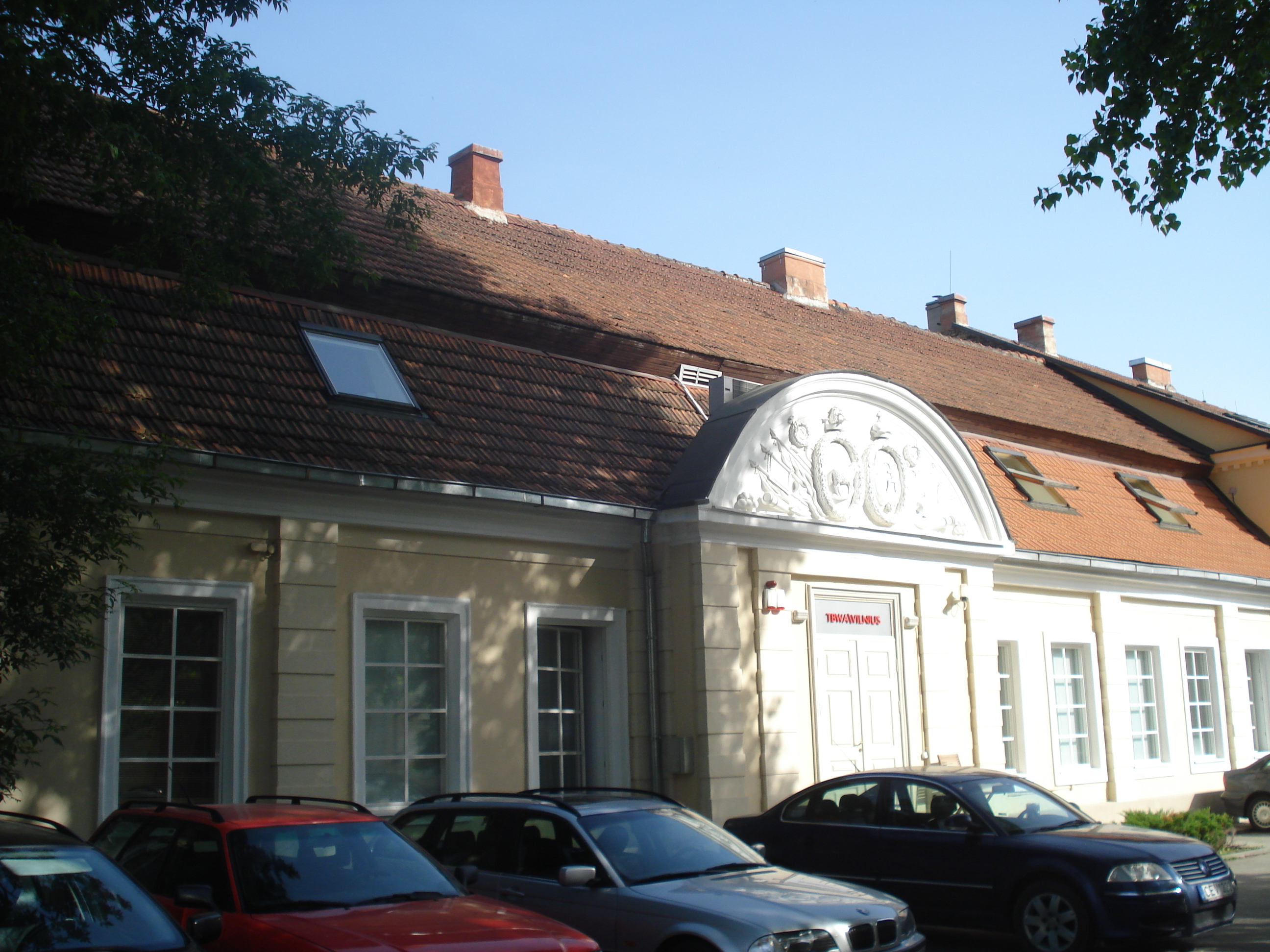
Репрезентативный дом усадьбы

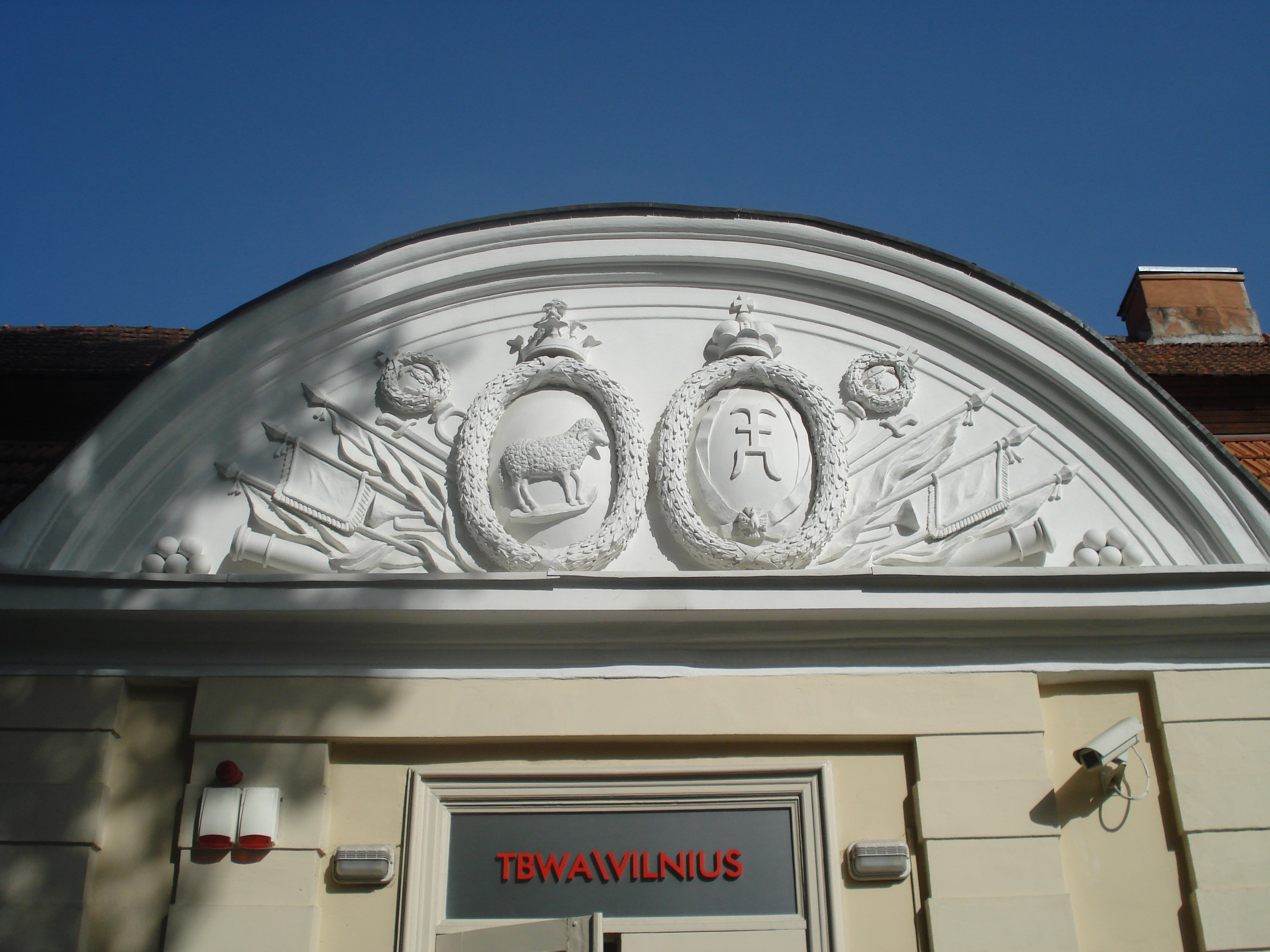
Фронтон с гербами

Среди наиболее примечательных зданий улицы — ансамбль помещичьей резиденции позднего барокко с чертами рококо, включённый в качестве памятника архитектуры мепстного значения (AtV88) в регистр культурных ценностей Литовской Республики. Ансамбль возведён на участке, который в первой четверти XVIII века принадлежал Пузинам. Предполагается, что автором проекта является архитектор Юзеф Фонтана, работавший в Вильно. Владельцами усадьбы были сначала Домбровские, затем графы Жевульские. По другим сведением, здания принадлежали семье Корсаков, а в 1809 году из унаследовали Матусевичи. Ансамбль из трёх одноэтажных зданий располагается у перекрёстка Тилто и Т. Врублевскё (Tilto g. 1 / T. Vrublevskio g. 2). 
Два из них, юго-восточное и северо-западное, стоят параллельно друг другу, выходя концами на Тилто. От улицы их отделяет ограда с въездом во двор французского стиля, на который выходят симметричные главные фасады этих двух домов. В восточном углу участка, у улицы Т. Врублевскё, стоит третий дом бывшего подсобного строения, в котором была кухня и жили слуги. Этот дом лишён декора, в отличие от репрезентативного юго-восточного дома и жилого северо-западного. Фасад репрезентативного здания украшен рустованными лизенами, обрамлением окон, полукруглым фронтоном с рельефной композицией из знамён и картуша с гербами владельцев. Фасад напротив отличается только расположением окон. Ступенчатые крыши обоих домов крыты черепицей. 
Часть ансамбля изображена на акварели (1913) художника Мстислава Добужинского и на литографии Евгения Климова (1938), небольшой фрагмент — на полотне Добужинского «Улица Тилто в Старом Вильно». В этом доме в 1908—1909 годах жил Антанас Сметона, в память о чём на фасаде, выходящем на улицу, установлена мемориальная плита (скульптор Константинас Богданас, архитектор В. Заранка).

### Ансамбль домов в стиле классицизма

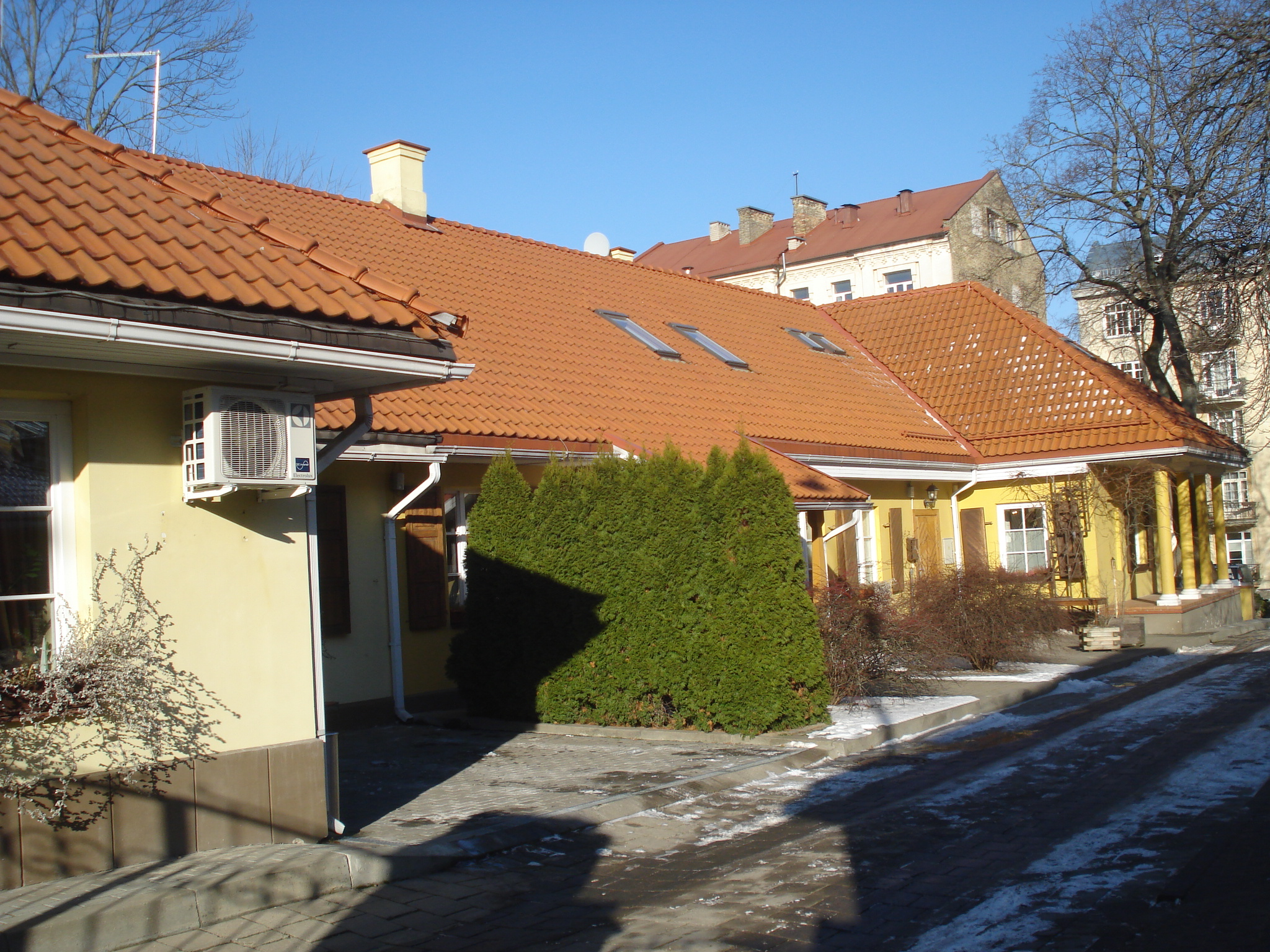
Улица Тилто 3

Рядом находится ансамбль двух одноэтажных домов в стиле позднего классицизма, образующих закрытый двор (Тилто 3; Tilto g. 3). Эти дома под высокими черепичными крышами, с деревянными портиками также включены в регистр охраняемых государством объектов культурного наследия. История строений на этом участке, принадлежавших Михалу Островскому, затем Хмелевским, Масловским и другим менявшимся владельцам, документирована, начиная с первой половины XVIII века.

### Дом банковских работников
По этой же стороне улицы в глубине квартала под номером 7 (Tilto g. 7) находится пятиэтажный дом с чертами функциональной архитектуры 1930-х годов. Здание было построено в 1928—1933 годах кооперативом банковских работников. После Второй мировой войны в этом доме жили композитор Йонас Швядас (с 1945 года до смерти в 1971 году), писатель Миколас Слуцкис, поэтесса Валерия Вальсюнене, советский и партийный деятель Ксаверас Кайрис. Дом значится в регистре охраняемых государством объектов культурного наследия.

### Дом Рафаэля Хволеса

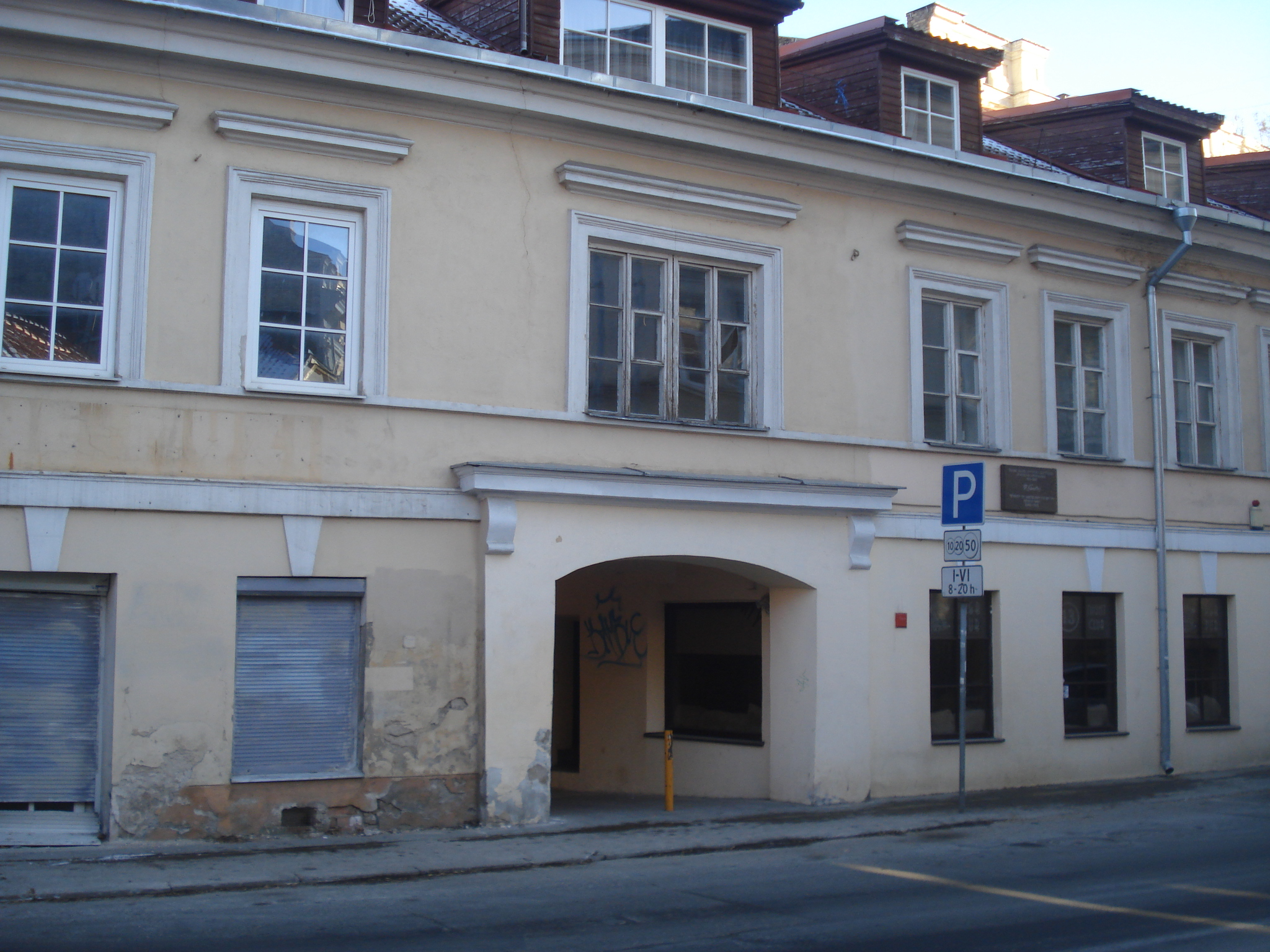
Дом, в котором жил Хволес

В доме под номером 13 в 1945—1956 годах  (или, по другим сведениям, в 1944—1959 годах) жил художник Рафаэль Хволес. 24 августа 2004 года была открыта установленная на фасаде этого дома памятная таблица (скульптор Миндаугас Шнипас).

### Дом с галереей

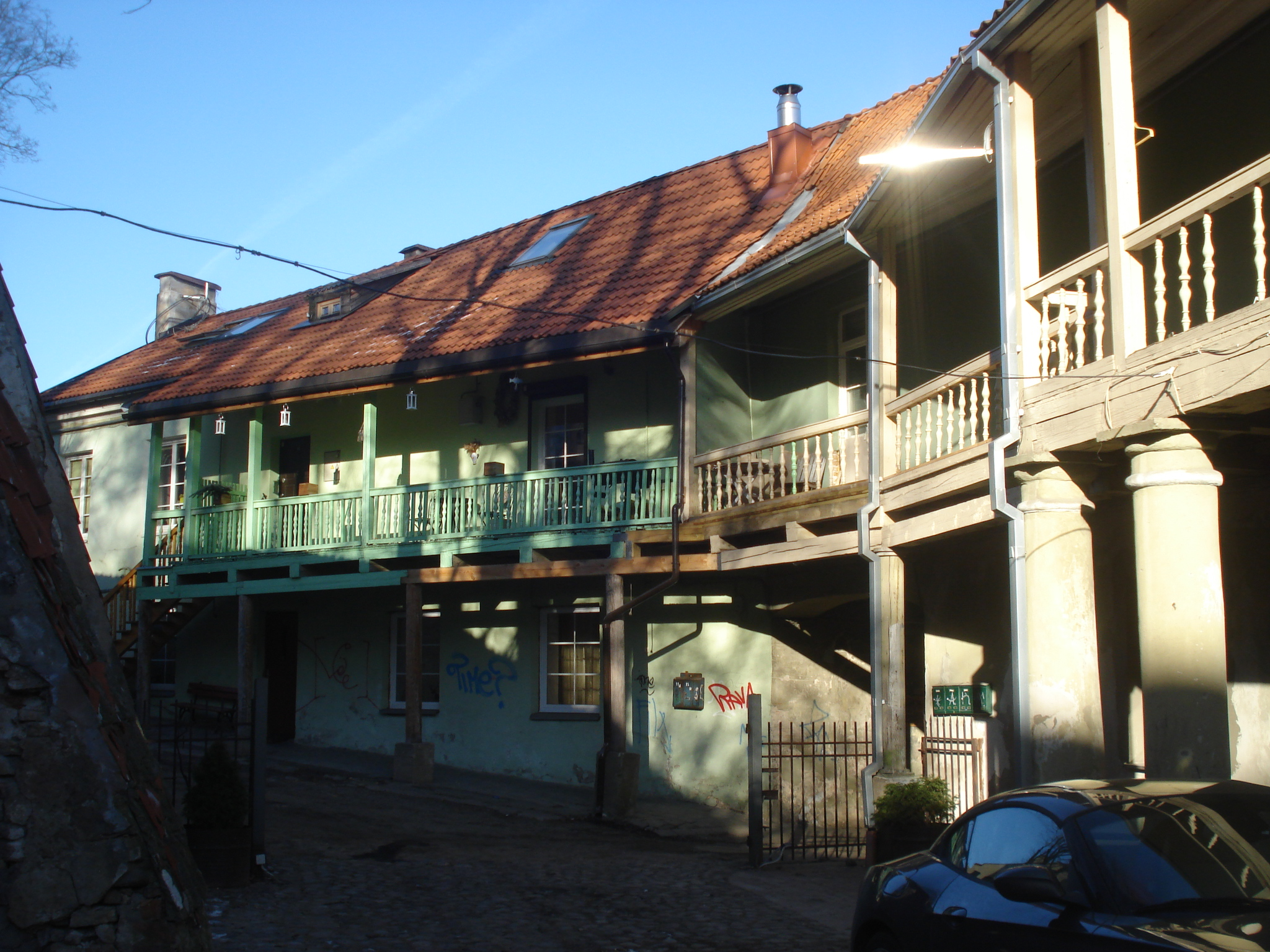
Двор с галереей

На противоположной стороне на стыке Тилто и К. Сирвидо вдоль улицы выгнут фасад двухэтажного жилого дома, характерного для первой половины XIX века (Tilto g. 10 /K. Sirvydo g. 8). Узкий двор с юго-западной стороны ограничивает стена с контрфорсами. Со стороны двора вдоль почти всего второго этажа устроена деревянная галерея, поддерживаемая дорическими колоннами и деревянными столбами. 
Дом стоит на участке, принадлежавшем в XVII—XVIII веках находившемуся поблизости монастырю кармелитов с костёлом Святого Георгия. В 1798 году здания официны и хозяйственная постройка вместе с другими строениями монастыря перешли к католической духовной семинарии. В 1827 году над частью официны у улицы был надстроен второй этаж и деревянная галерея. 
В 1842 году на месте бывшей хозяйственной постройки была возведена северо-западная часть современного дома. В 1975—1977 годах здание реконструировалось и отчасти реставрировалось. Дом является памятником архитектуры республиканского значения (AtR 62) и охраняется государством

### Дом Ландсбергиса-Жямкальниса
В небольшом двухэтажном особняке под номером 23, построенном в 1881 году, как предполагается, по проекту Аполлинария Микульского, в 1905—1906 годах жил литовский драматург и театральный деятель Габриелюс Ландсбергис-Жямкальнис. В 1972 году на доме была установлена мемориальная таблица с профилем Ландсбергиса-Жямкальниса (скульптор Кястутис Патамсис). Здание охраняется государством.

### Литовская академия музыки и театра
В конце улицы по левую южную сторону стоит второе здание Литовской академии музыки и театра (Тилто 16), в котором размещаются деканат и несколько кафедр факультета музыки, библиотека, камерный зал. К нему примыкает концертный зал „Kongresų rūmai“.